# 미국 연방 정부
미국 연방정부(영어: Federal government of the United States)는 미국의 헌법으로 세워졌고 중앙 집권화된 미국의 정부체이다. 연방 정부는 입법부, 행정부, 사법부, 이렇게 세 가지의 갈래로 나뉜다. 권력분립을 통한 균형을 통해 이 부서 각각은 저마다 어느 정도 권한을 가지고 있으며 어느 권한은 다른 두 부서를 관할하기도 하고 또 어떤 부서는 다른 부서들로부터 관할을 받기도 한다. 미국의 정책은 미국 안팎의 관계에 큰 영향을 미치고 있다. 그 뿐 아니라 연방 정부의 권력은 전반적으로 각 주에 상당한 권한을 행사하는 헌법에 일부 제한을 받는다.
연방 정부는 워싱턴 D.C.에 위치해 있다.

## 미국 연방정부

### 입법부
- 미국 의회
  - 미국 상원
  - 미국 하원

### 행정부
- 미국의 대통령
  - 미국의 대통령 고문단
- 미국 연방 행정각부
- 미국의 독립기관

### 사법부
- 미국 연방 법원
  - 미국 연방 대법원
  - 미국 연방 항소법원
  - 미국 지방법원

## 같이 보기
- 대통령
- 미국의 헌법
- 미국의 주
- 미국의 법
- 속보식 법전
- 상원의원
- 하원의원
- 입법부
- 사법부
- 행정부